# Euscyrtus bivittatus
Euscyrtus bivittatus är en insektsart som beskrevs av Guérin-Méneville 1844. Euscyrtus bivittatus ingår i släktet Euscyrtus och familjen syrsor. Inga underarter finns listade i Catalogue of Life.